# Dar Belhassen

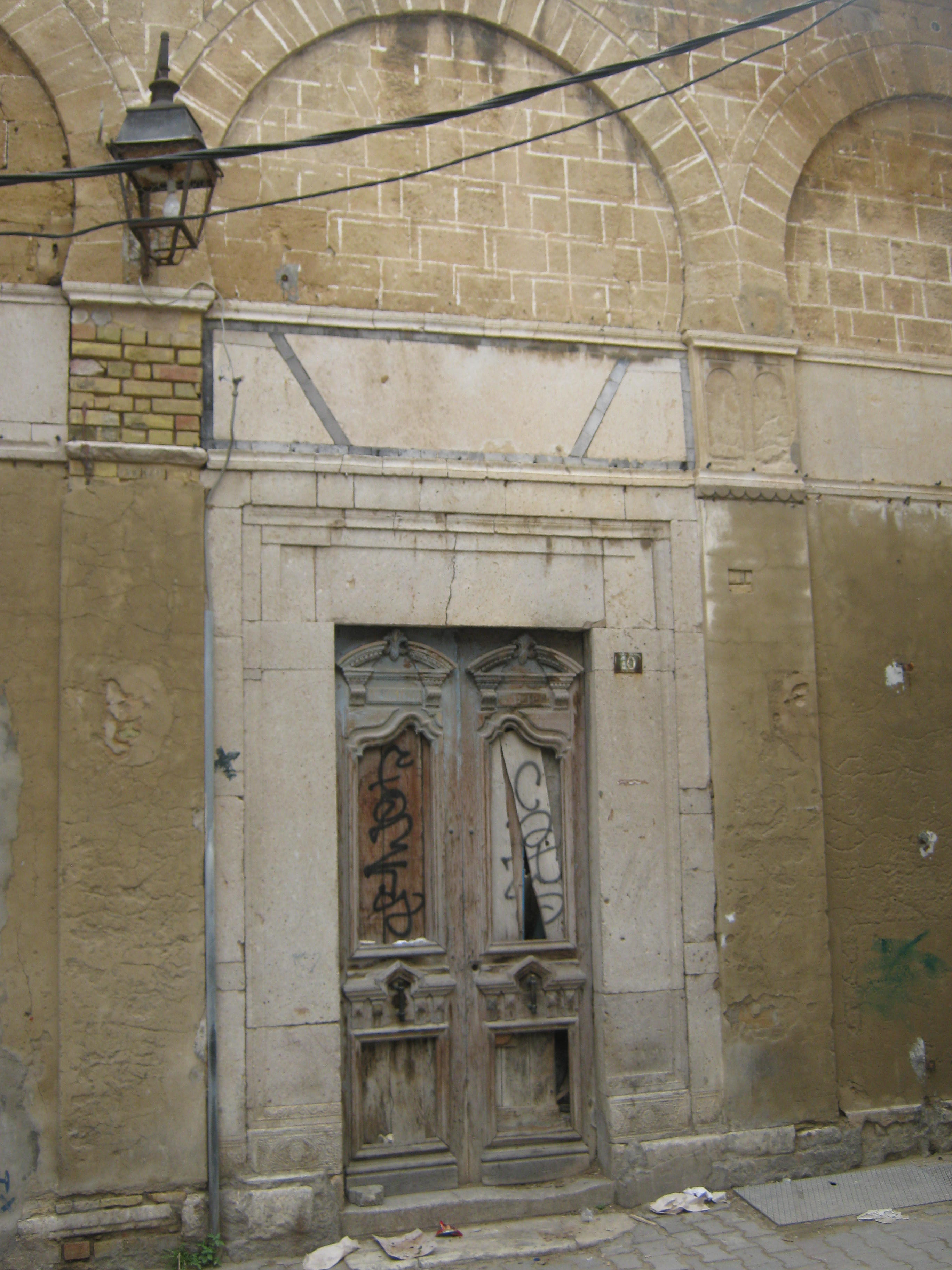
Façade de la demeure dans son état actuel.

Le Dar Belhassen est une demeure de la médina de Tunis située sur la rue du Trésor. 

## Histoire
Le bâtiment porte le nom de l'une des familles maraboutiques les plus connues de Tunis. En effet, la demeure appartenait aux descendants du saint Abou Hassan al-Chadhili. Actuellement, le bâtiment est abandonné. 